# 임성익
임성익(林成翼, ? ~ ? )은 조선의 환관이다.

## 생애
숙종때 상선(尙膳)을 지냈다.
양자로 장남 강만재(康萬載), 차남 박만창(朴萬昌) 두 아들을 두었다.
묘는 서울시 은평구 진관내동 중골마을에 위치해 있다.